# Augsbuurt
Augsbuurt of Lutjewoude (Fries, officieel: Augsbuert-Lytsewâld; Nedersaksisch: Lutjewolde) is een dorp in de gemeente Noardeast-Fryslân, in de Nederlandse provincie Friesland. Augsbuurt is van oorsprong een middeleeuws komdorp. In de jaren 1650 werd de Stroobossertrekvaart tussen Kollum en Stroobos erlangs gegraven.
Het ligt ten zuidoosten van Kollum, ten noordwesten van Gerkesklooster en ten noordoosten van Buitenpost. Een echte dorpskern heeft het niet maar het dorp ligt aan beide oevers van de Stroobossertrekvaart die in 1654/’56 werd gegraven. De kerk, voormalige pastorie, school en bovenmeesterwoning van het dorp zijn te bereiken over een liggerbrug, een balkbrug van liggers, uit 1907.
In 2023 telde het dorp 80 inwoners. Het buitengebied wordt gevormd door een deel van de Trekweg en een gedeelte van de Hesseweg, de Brongersmaweg, de Beyweg en de Rijksweg. De wegen Steenharst, De Goudberg en de Lijkweg zijn de enige wegen die volledig binnen het dorpsgebied liggen.

## Geschiedenis
Het dorp is ontstaan in de Middeleeuwen en was een tijd lang een komdorp. Van die vorm is anno 2019 nauwelijks nog iets merkbaar. Het heeft een open karakter. De weg Lutjewoude is de enige herinnering aan de naam Lutjewoude.
Op 16e-eeuwse kaarten staat het dorp vermeld als Lutkewold(e). Op de kaart van 1664 komt het voor als "Ausbuyr al Lutkewolde". De dubbelnaam wordt in de 19e eeuw vervangen door Augsbuurt. In de 15e eeuw komt de naam Aeltsbuur voor, begin 16e eeuw Alterbuur, rond 1700 de huisnaam Augsburg en in de 19e eeuw Ausburg. Of de naam is afgeleid van Augsburg (door migranten) of iets te maken heeft met een huizenbuurt (de betekenis van Augs- is onbekend) is niet bekend. De naam Lutjewoude komt niet meer voor op de naambordjes die begin 21e eeuw door de gemeente werden geplaatst, maar staat nog wel vermeld op een oud naambordje op een paal bij de brug.
Tot 2019 viel Augsbuurt onder de gemeente Kollumerland en Nieuwkruisland waarna deze is opgegaan in de Noardeast-Fryslân.

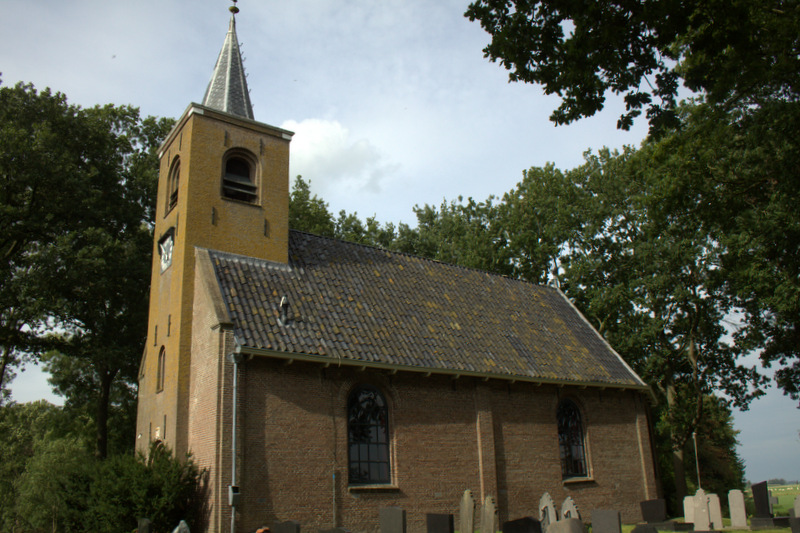
Kerk van Augsbuurt

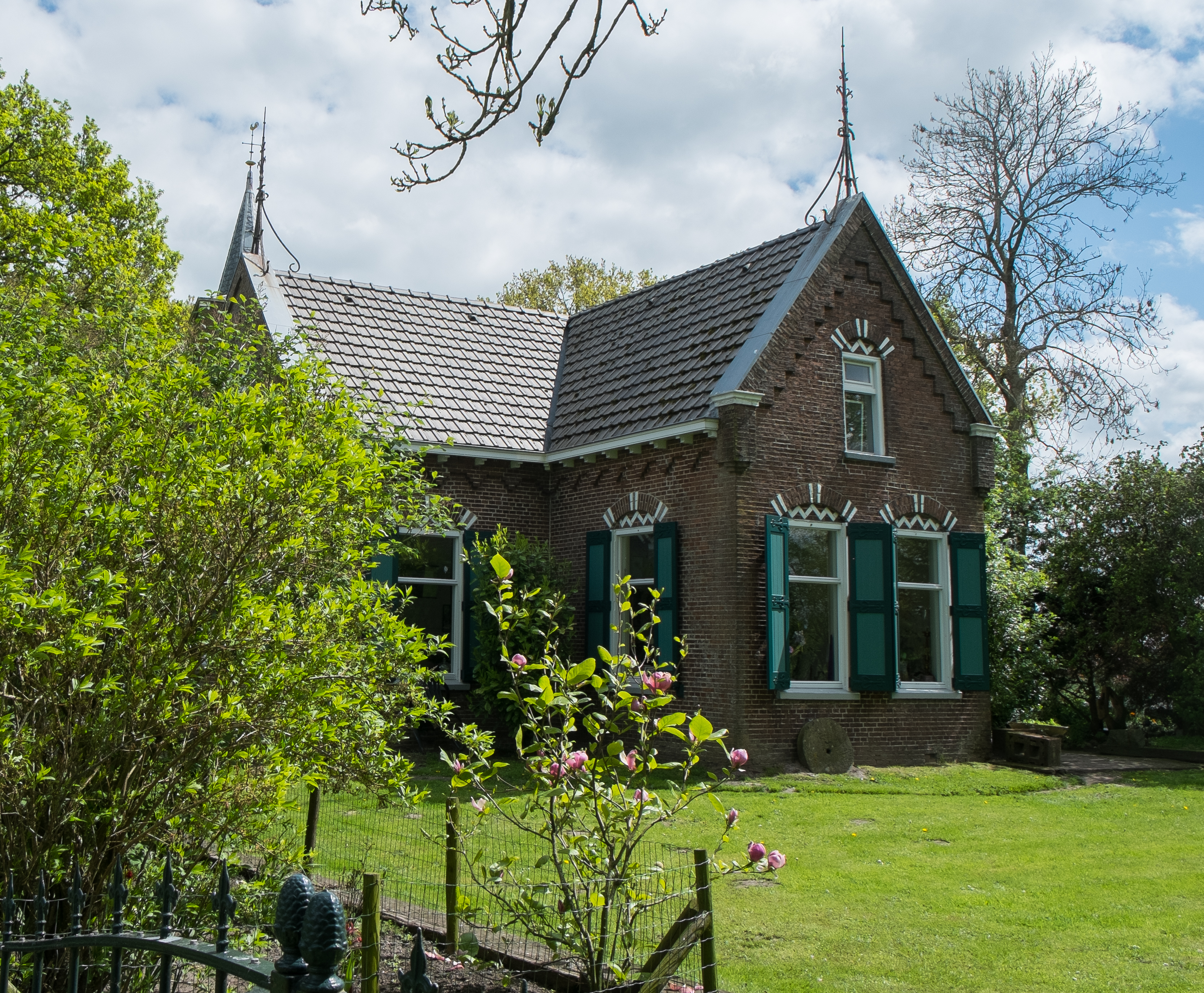
Pastorie

## Kerk
Het dorp wordt gekenmerkt door de kerk die gebouwd is in 1782 ter vervanging van een middeleeuwse kapel die voor het eerst wordt genoemd in 1347. Het is een eenvoudig bakstenen gebouw met een later in 1917 gebouwde toren met naaldspits.
In de kerk bevinden zich een 12e-eeuwse zandstenen grafzerk, bijzondere eiken (als enige in Friesland vierkante) laat-17e-eeuwse kansel met een afbeelding van Mozes en Aäron met de wet op de Ark des Verbonds (geschonken door grietman Epe van Aylva van Kollumerland) en twee grote rouwborden van de familie Van Scheltinga uit 1708 en 1712. De oude klok uit 1658 van de hand van Jurjen Balthasar werd in 1943 weggevoerd naar Duitsland en omgesmolten. De huidige klok is van 1950.
De hervormde kerkgemeente werd in 1857 gecombineerd met die van Kollumerzwaag. De kerk werd in 1976 gerenoveerd. In 1990 werden glas-appliquéramen geplaatst in de kerk naar een ontwerp van de Groningse kunstenaar Janhendrik Ramaker. In 1999 werd het kerkorgel van de Alkmaarse orgelbouwersfirma Pels geplaatst.
De kerk is sinds 1977 eigendom van de Stichting Alde Fryske Tsjerken en deed sindsdien tot 2010 dienst als muziekkapel voor streekmuziekschool De Wâldsang. Gedurende het winterseizoen waren er muziekuitvoeringen. Daarnaast wordt de kerk het hele jaar door gebruikt als trouwlocatie voor de gemeente.
Naast de kerk staat een markante L-vormige pastorie uit rond 1905.

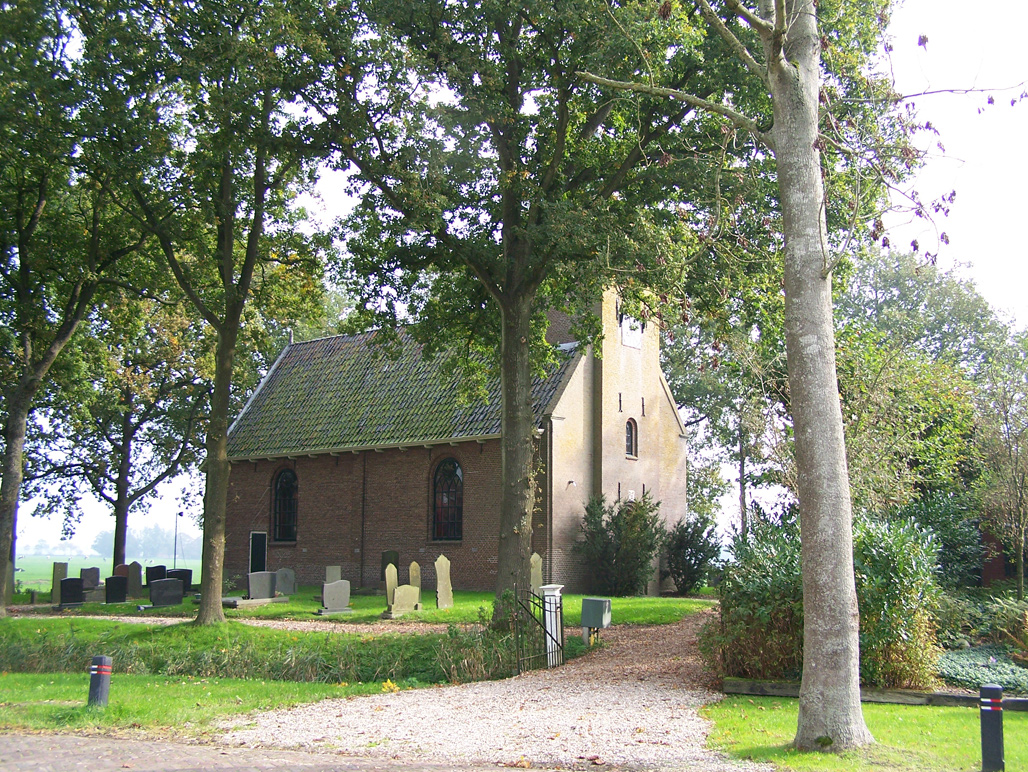
Kerk in de herfst
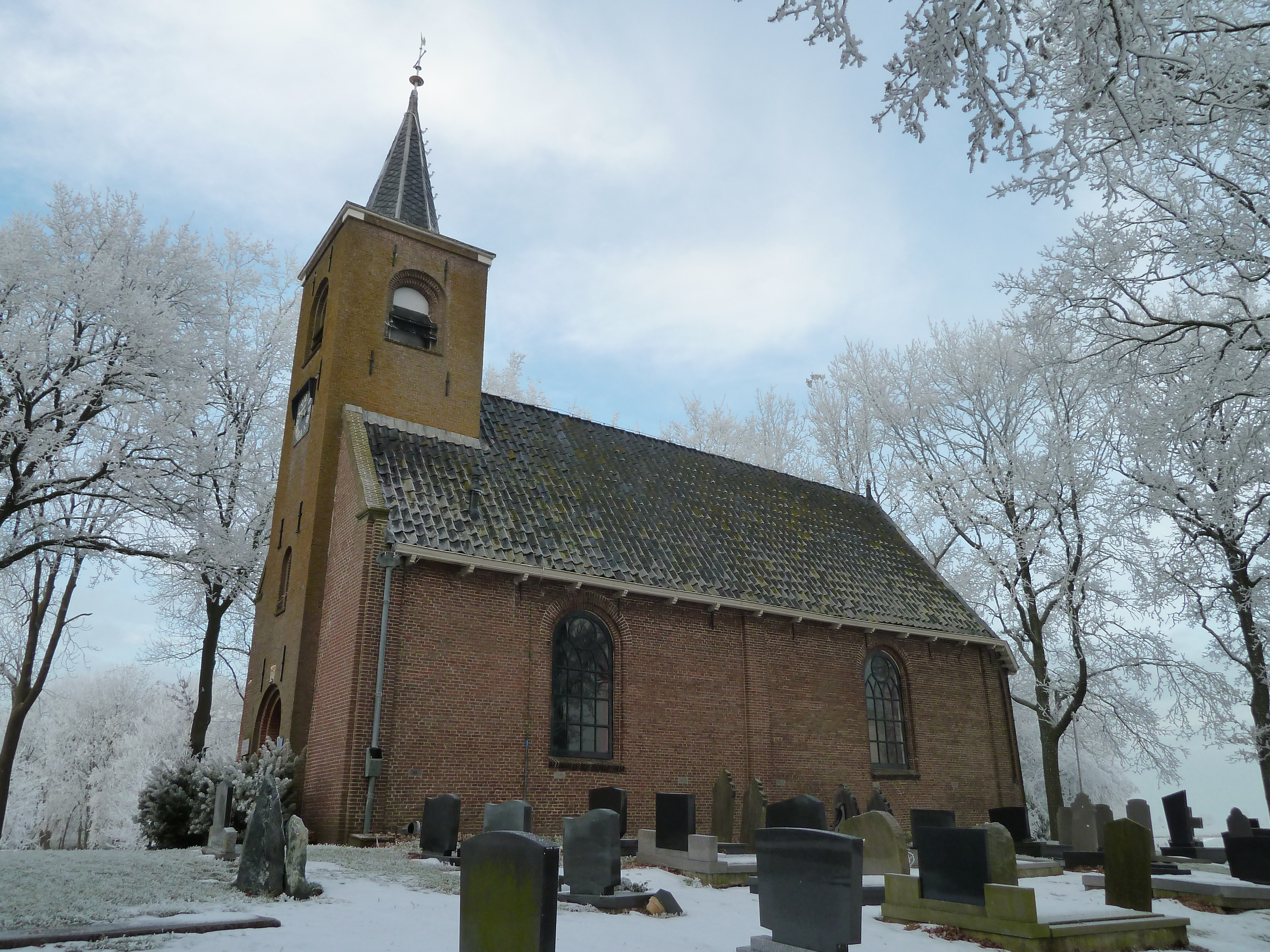
Kerk in de winter

## State
Nabij de trekvaart en ten noorden van de kerk stond tussen de 16e en 18e eeuw de Clantstate of Augsburch. Deze heette daarvoor Harkema Heerd en werd als zodanig in 1463 voor het eerst genoemd. In 1536 werd de state gekocht door Claes Clant, grietman van eerst Nieuwkruisland en later van Kollumerland. Na 1570 woonden er diverse andere families, zoals de Roorda's, Van Scheltema's en van Aylva's (schenkers van de kansel). Vermoedelijk werd de state in 1650 herbouwd. In 1757 werd de state afgebroken.

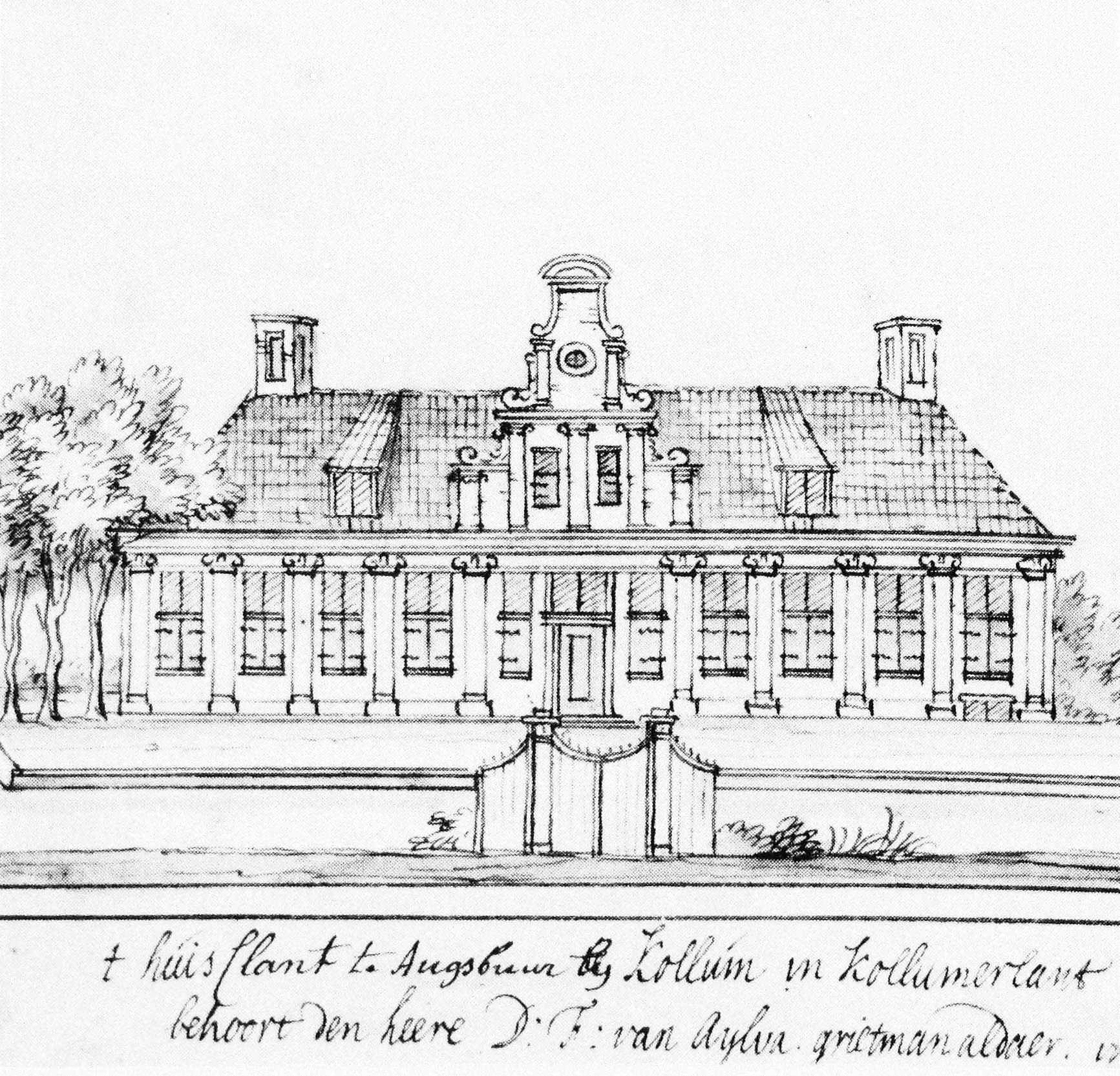
Clantstate (1723)
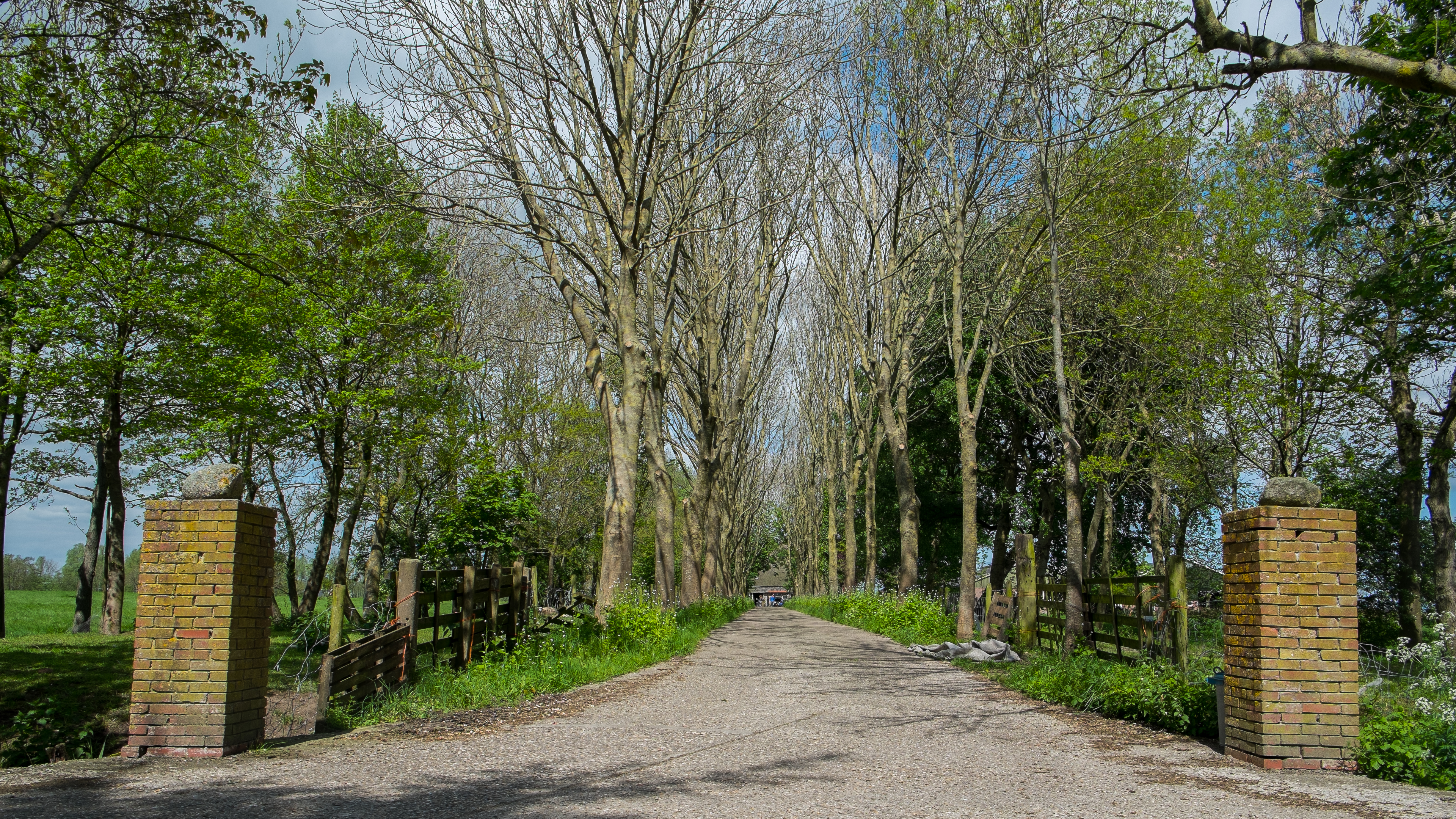
Oprijlaan naar de voormalige Clantstate

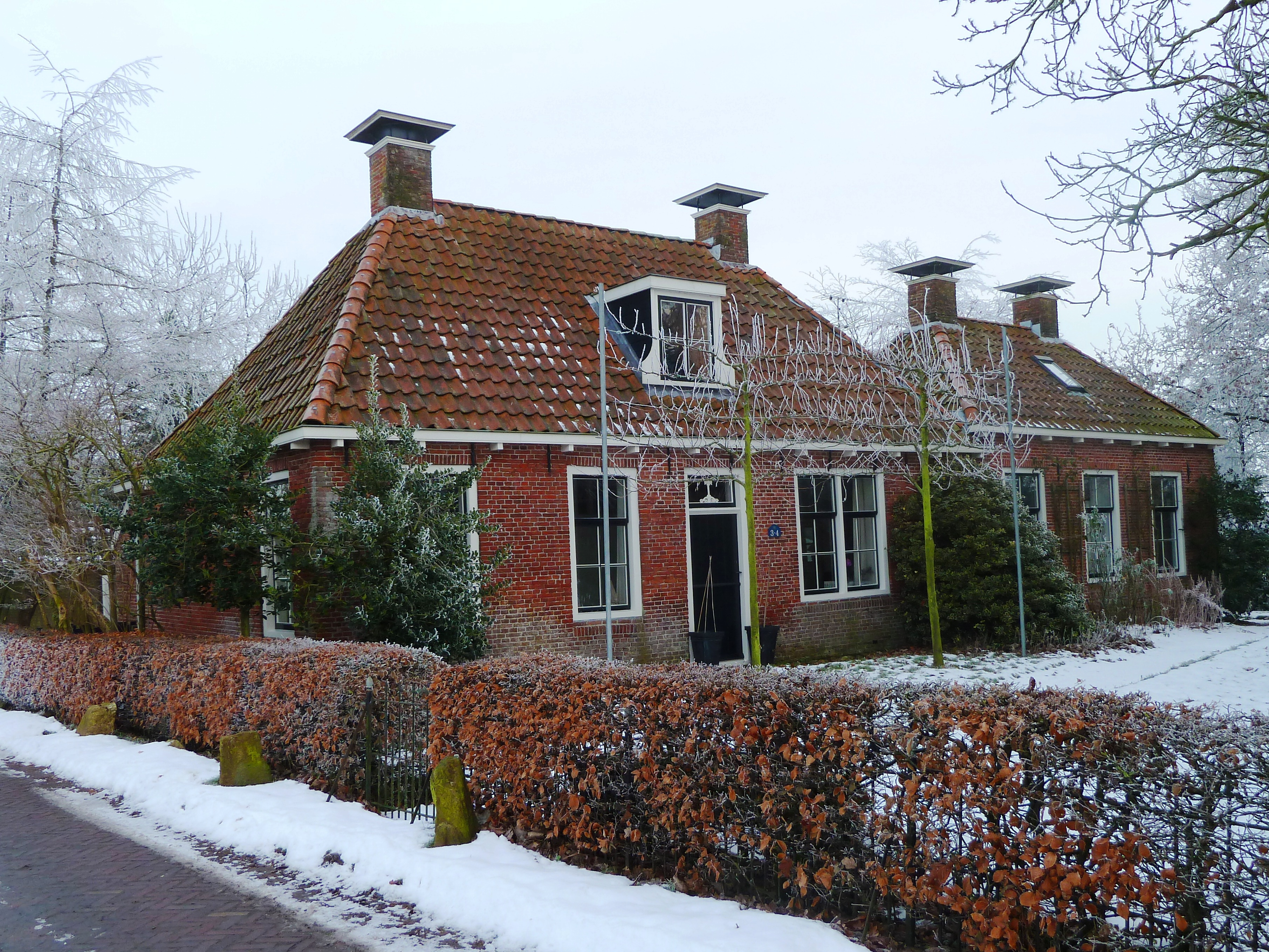
School met aangebouwde bovenmeesterswoning

## Onderwijs
Al in de 15e eeuw wordt gesproken van een school in Augsbuurt. De laatste werd in 1833 gebouwd naast de kerk. In 1839 werd er een bovenmeesterhuis tegenaan gebouwd. In 1880 werd de school gesloten toen de 77-jarige meester Tije van Teijens met pensioen ging en het aantal leerlingen onvoldoende was gebleken voor het voortbestaan. Beide gebouwen zijn daarna gewone woonhuizen geworden.

## Bevolkingsontwikkeling
| 1849 | 1859 | 1869 | 1879 | 1889 | 1899 | 1909 | 1920 | 1954 | 1959 | 1964 | 1969 | 1973 | 2007 | 2013 | 2014 | 2018 | 2019 | 2021 | 2023 |
| ---- | ---- | ---- | ---- | ---- | ---- | ---- | ---- | ---- | ---- | ---- | ---- | ---- | ---- | ---- | ---- | ---- | ---- | ---- | ---- |
| 152  | 137  | 138  | 133  | 126  | 128  | 147  | 164  | 157  | 121  | 113  | 101  | 103  | 68   | 69   | 68   | 80   | 85   | 85   | 80   |